# Albrechtice v Jizerských horách
Albrechtice v Jizerských horách é uma comuna checa localizada na região de Liberec, distrito de Jablonec nad Nisou.